# Saltigo
Die Saltigo GmbH ist ein Feinchemikalienhersteller mit Sitz in Leverkusen.

## Geschichte
Die Dritte LXS GmbH, ein Unternehmen der Feinchemiesparte des Lanxess-Konzerns, wurde am 7. September 2005 in Saltigo GmbH umfirmiert. Am 29. März 2006 wurde die Saltigo GmbH ausgegliedert. Der bestehende Beherrschungs- und Gewinnabführungsvertrag blieb bestehen, die Saltigo GmbH blieb eine hundertprozentige Tochtergesellschaft der Lanxess Deutschland GmbH.
Der Name Saltigo ist ein Gebilde aus den beiden Wörtern saltare (italienisch für springen) und go (englisch für gehen, losgehen).
Saltigo gehört zum LANXESS-Segment Consumer Protection. Lange Zeit geleitet wurde sie bis 2016 von Wolfgang Schmitz. Sein Nachfolger wurde Torsten Derr, der Mitte 2020 die Position des Vorstandsvorsitzenden bei der SGL Carbon SE übernahm und deshalb bei Saltigo von Michael Zobel ersetzt wurde. Seit dem 1. Februar 2024 leitet Michael Schäfer Saltigo, der zuvor als Leiter des Geschäftsbereichs Material Protection Products tätig war.

## Standorte
Saltigo verfügt über ein globales Vertriebsnetz. Produziert wird an den Standorten Leverkusen und Dormagen.

## Produktion
Das Unternehmen operiert global mit Hauptschwerpunkt im Bereich Custom Manufacturing. Kernkompetenzen liegen in der Entwicklung und Durchführung von Verfahren zur Herstellung von komplexen Molekülen, die in mehrstufigen Syntheseketten hergestellt werden. Entsprechende Qualifizierungen lassen die Produktion nach GMP- und ISO 9001-Richtlinien zu.
Ein Großteil des Umsatzes basiert auf dem Handel mit Agrochemie, der Rest entfällt auf Pharmawirkstoffe, Feinchemikalien und den Insektenschutzmittel-Wirkstoff Saltidin (Marke).